# Civita d'Antino
Civita d'Antino er en kommune og by i provinsen L'Aquila i regionen Abruzzo i Italien. Kommunen har 982 indbyggere (31. maj 2019), hvoraf de fleste bor i den oprindelige by, der ligger i 904 meters højde. Byen har en aflægger i form af bebyggelsen Civita d'Antino Scalo, der huser en station på jernbanen fra Avezzano til Roccasecca.

## Geografi
Civita d'Antino ligger i den vestligste del af Abruzzo, ikke langt fra Lazio. Med sin placering 900 m oppe på et af de bjerge, der omkranser Rovetodalen, er den ret svær at komme til, selv om den slyngede vej nu er asfalteret. I Rovetodalen løber floden Liri, der munder ud i det Tyrrhenske Hav.

## Historie
Byen kan føre sin historie 2.500 år tilbage, og man kan stadig se rester af den bymur, der blev opført i det 5. århundrede f.Kr., mens byen tilhørte den marsiske stamme. I antikken omtales byen som Antinum, af Plinius den ældre, der nævner dens tilknytning til marserne. Byens betydning i marsiske tid, og efter at den blev erobret af romerne, understreges af de mange fund af inskriptioner fra den epoke. Den tyske forsker Theodor Mommsen har på baggrund af fundet af en volskisk tekst antaget, at byen i en endnu tidligere periode har tilhørt den volskiske stamme. Efter forbundsfællekrigen fik Antinum som den eneste by i Rovetodalen status som romersk municipium.
I middelalderen bliver byen en del af Kongeriget i Syditalien, indtil Italien samles i 1860. I 1902 får byen jernbaneforbindelse til resten af landet, og stationen bliver fornuftigvis lagt for foden af bjerget i Civita d'Antino Scalo.

## Den danske forbindelse
Fra 1883 besøgte den danske maler Kristian Zahrtmann hvert år byen, og han fik jævnligt følgeskab af kolleger som P. S. Krøyer og Joakim Skovgaard. Der findes derfor på danske museer en lang række billeder med motiver fra byen og dens omegn. Civita d'Antino gjorde i 1902 Zahrtmann til æresborger, og i 1930 opsatte bystyret en mindetavle for ham ved indgangen til byen. I 1959 fik byen Rønne lejlighed til at anbringe yderligere en mindetavle med teksten: "Maleren Kristian Zahrtmann / Æresborger i Civita d'Antino / født i Rønne 1843 / død i København 1917. / Hans fødeby satte denne tavle 1959".
I byen har man opkaldt en lille plads efter kunstneren, Piazzale Zahrtmann.

## Demografi
Indbyggertallet i Civita d'Antino er faldet med omkring 40 procent siden Italiens samling i 1861.